# Самбрано, Ренсо
Ренсо Хосе Самбрано Тильеро (исп. Renzo José Zambrano Tillero; 26 августа 1994, Арагуа-де-Матурин, Венесуэла) — венесуэльский футболист, полузащитник клуба «Финикс Райзинг». Выступал за сборную Венесуэлы.

## Карьера

### Клубная
Ренсо начал футбольную карьеру в клубе «Монагас», за основной состав которого он дебютировал 15 августа 2011 года во встрече с «Арагуа». Всего в сезоне 2011/12 полузащитник провёл 33 матча. В 2012 году Самбрано принимал участие в играх Южноамериканского кубка, где его команда вылетела уже на первом этапе, проиграв оба матча эквадорскому ЛДУ Кито.
На протяжении двух лет Ренсо был игроком основного состава «Монагаса», однако в сезоне 2013/14 был переведён в дубль. В связи с 24 июня 2014 года он перешёл в «Депортиво Лара».
8 марта 2015 года Самбрано отметился первым забитым мячом в карьере.
13 июля 2015 года Ренсо подписал двухлетний контракт с испанским «Вальядолидом». Венесуэлец начал свои выступления в Европе со второй команды, выступавшей в Сегунде B. В основной команде дебютировал 21 августа 2016 года в матче Сегунды против «Овьедо». За два сезона в испанском клубе сыграл две игры за основной состав и 54 матча (2 гола) за дубль.
22 августа 2017 года Самбрано подписал контракт с американским клубом «Портленд Тимберс 2». В USL дебютировал 30 августа 2017 года в матче против «Рио-Гранде Валли Торос». 6 июня 2018 года Самбрано был взят «Портленд Тимберс» в краткосрочную аренду на матч четвёртого раунда Открытого кубка США против «Сан-Хосе Эртквейкс». 15 августа 2018 года в матче против «Сан-Антонио» забил свой первый гол за Т2.
10 декабря 2018 года Самбрано был подписан «Портленд Тимберс». В MLS дебютировал 15 мая 2019 года в матче против «Хьюстон Динамо». По окончании сезона 2021 срок контракта Самбрано с «Портленд Тимберс» истёк.
5 февраля 2022 года Самбрано подписал контракт с клубом чемпионата Армении «Пюник».
1 декабря 2022 года Самбрано вернулся играть в США, подписав контракт с клубом Чемпионшипа ЮСЛ «Финикс Райзинг» на сезон 2023. За «Финикс Райзинг» он дебютировал 11 марта 2023 года в матче стартового тура сезона против «Чарлстон Бэттери».

### В сборной
В марте 2011 года полузащитник в составе юношеской сборной Венесуэлы (до 17 лет) выступал на чемпионате Южной Америки, где провёл все 4 игры группового этапа.
В 2013 году Ренсо принял участие в молодёжном чемпионате Южной Америки. Самбрано сыграл в 3 матчах своей команды, не сумевшей преодолеть первый этап турнира.
В национальной сборной Венесуэлы дебютировал 11 ноября 2016 года в игре против Боливии.

## Достижения
«Портленд Тимберс»
- Победитель Турнира MLS is Back (2020)

«Пюник»
- Чемпион Армении: 2021/22